# 리투아니아의 코로나19 범유행
다음은 리투아니아의 코로나19 범유행 현황에 대한 설명이다.
2019~20년 코로나바이러스 대유행은 2020년 2월 리투아니아에 도달한 것으로 확인됐다. 국내 첫 사례가 확인된 2020년 3월 18일, 첫 감염자는 알려진 사건의 직계 가족이었다. 지난 3월 19일 전국에서 처음 공동체 확산 사례가 발견됐고, 2020년 3월 20일 관련 사망자가 처음 발생했다.
리투아니아 정부는 당초 3월 16일부터 3월 30일까지 검역을 선포했으나 여러 차례 연장돼 현재 5월 11일 종료를 앞두고 있다.

## 배경
세계보건기구(WHO)는 12일 2019년 12월 31일 처음 WHO의 주목을 받았던 중화인민공화국 후베이성 우한시의 한 집단에서 신종 코로나바이러스가 호흡기 질환의 원인임을 확인했다. 이 군단은 처음에 우한화난수산물도매시장과 연결되어 있었다. 그러나 실험실 확정 결과가 나온 그 첫 사례들 중 일부는 시장과 연관성이 없었고, 전염병의 근원은 알려져 있지 않다.
2003년 사스와 달리 COVID-19의 경우 치명률은 훨씬 낮았지만, 총 사망자 수가 상당할 정도로 감염 경로는 훨씬 더 컸다. COVID-19는 전형적으로 약 7일 정도의 독감과 유사한 증상을 보이며, 그 후 일부 사람들은 병원에 입원해야 하는 바이러스성 폐렴의 증상으로 발전한다. 3월 19일부터 COVID-19는 더 이상 "높은 결과 감염병"으로 분류되지 않았다. 비르슈토나스, 칼바리자, 쿠피슈키스 구, 라즈디자이 구, 네링가 구, 파크로지스 구, 자라사이 구 등 리투아니아 자치구 60곳 중 7곳에서 코로나바이러스가 확인된 사례는 아직 없다.

## 같이 보기
- 나라별 코로나19 범유행
- 유럽의 코로나19 범유행